# Fjällbacka
Fjällbacka is een plaats in de gemeente Tanum in het landschap Bohuslän en de provincie Västra Götalands län in Zweden. De plaats heeft 859 inwoners (2010) en een oppervlakte van 105 hectare. Schrijfster Camilla Läckberg is hier geboren en haar boeken spelen ook in de omgeving van Fjällbacka.

## Verkeer en vervoer
Bij de plaats loopt de Länsväg 163.

## Geboren
- Camilla Läckberg (1974), schrijfster